# Zhang Hui (Shorttrackerin)
Zhang Hui (chinesisch 张会, Pinyin Zhāng Huì; * 8. März 1989 in Harbin) ist eine ehemalige chinesische Shorttrackerin.

## Karriere
Zhangs erster internationaler Auftritt fand im Shorttrack-Weltcup 2008/09 statt. Von ihren ersten vier Weltcuprennen lief sie drei über die 1000-Meter-Distanz und eines auf der 1500-Meter-Strecke. Während sie über 1500 Meter nur einen elften Rang belegte, verpasste sie über 1000 Meter unter anderem als Vierte jeweils nur knapp das Podest. Nach dem zweiten Weltcup im November 2008 liegt sie daher im 1000-Meter-Gesamtweltcup auf dem vierten Rang. Mit der Staffel wurde sie zudem bei beiden Weltcupsiegen eingesetzt, so dass sie auch in der Mannschaft dabei war, die beim ersten Weltcup einen neuen Staffelweltrekord aufstellte. Neben ihr gehörten auch Wang Meng, Liu Qiuhong sowie Zhou Yang zu dieser Mannschaft.